# 馬利克
馬利克（阿拉伯语：ملك，Malik，Melik，Malka或 Melech），在阿拉伯語、西北閃語與希伯來語中，這是統治者的稱號之一，為王國或部落的領袖，可譯為國王或頭目。它接近於阿拉伯语：（mālik），一個阿拉伯文名字，原義為主人或領袖。猶太教稱上帝為王中之王（希伯來語：Melech ha-M'lachim），Al-Malik也是阿拉的稱號之一。在中国，作为回族等信仰伊斯兰教的民族人士的名字时，也被音译作“么力克”。